# Desig humà
Desig humà  (títol original en anglès: Human Desire) és una pel·lícula estatunidenca dirigida per Fritz Lang estrenada el 1954. Ha estat doblada al català.

## Argument[2]
Quan Jeff Warren (Glenn Ford) torna de la guerra de Corea, recupera la seva feina en els ferrocarrils. Poc temps després, el seu amic Carl Buckley (Broderick Crawford), un maquinista que tem perdre la seva feina, demana la seva dona (Glòria Grahame) amb qui manté una freda relació, que intercedeixi per ell davant d'un executiu de la companyia, amb el qual havia tingut relacions abans de casar-se. Però, quan Carl s'assabenta del preu que la seva dona ha hagut de pagar per evitar el seu acomiadament, assassina el directiu durant un viatge amb tren. Però Jeff s'enamora de la dona de Carl, que li confessa que el seu marit li fa xantatge. Els dos amants pensaran llavors a desfer-se del marit.

## Repartiment
- Glenn Ford: Jeff Warren
- Gloria Grahame: Vicky Buckley
- Broderick Crawford: Carl Buckley
- Edgar Buchanan: Alec Simmons
- Kathleen Case: Ellen Simmons
- Peggy Maley: Jean
- Diane DeLaire: Vera Simmons
- Grandon Rhodes: John Owens
- John Pickard: Matt Henley

## Comentaris
- Fritz Lang va fer l'impossible perquè Peter Lorre interpretés el paper de Jeff Warren, però va ser tan maltractat pel director a M, un assassí entre nosaltres que va refusar.
- El paper de Vicky Buckley estava previst inicialment per a Rita Hayworth abans de ser confiat a Glòria Grahame.
- Aquesta pel·lícula és un remake de la pel·lícula La Bête humaine de Jean Renoir estrenada el 1938 i adaptació de la novel·la homònima d'Émile Zola.
- "Obra mestra del gènere negre. (...) Ford i Grahame, la semblant protagonista de 'Els subornats', recreen una passió tèrbola i malsana en la qual s'entrecreuen sexe, crim i ambició. Una classe magistral de cinema." Error: hi ha títol o url, però calen tots dos paràmetres.Palomo, Miguel Ángel. «».
- "Excel·lent film (...) un intens melodrama ple de passions trobades"Error: hi ha títol o url, però calen tots dos paràmetres.Morales, Fernando. «».